# Прощание с Петербургом (Глинка)
«Прощание с Петербургом» — вокальный цикл Михаила Глинки на слова Нестора Кукольника, созданный в 1840 году. Название цикла обусловлено тем, что он был создан накануне запланированного отъезда композитора за границу. Состоит из двенадцати романсов, объединённых общей темой странствий и дальних стран. Наибольшую известность получили «Жаворонок» и «Попутная песня».

## История создания
«Прощание с Петербургом» — единственный вокальный цикл, созданный Глинкой. Все романсы, входящие в него, были написаны композитором в июне-июле 1840 года; полностью цикл был закончен к 9 августа. В своих «Записках» (1855) он вспоминает об этом следующим образом:

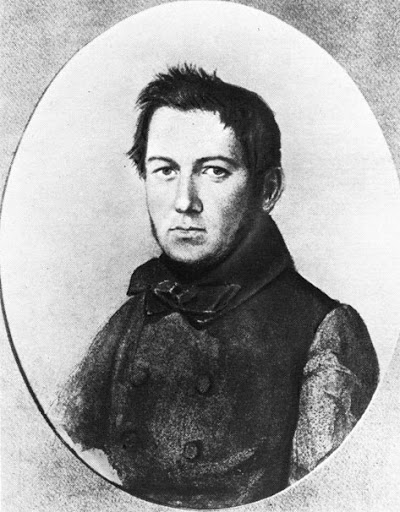
Портрет М. Глинки кисти художника Я. Ф. Яненко, 1840-е годы

В день моих именин, то есть 21 мая, когда я шёл из Ревельского подворья к Степанову, где провёл большую часть того дня, мне пришла мелодия болеро «О дева чудная моя». Я попросил Кукольника написать мне стихи для этой новой мелодии, он согласился, а вместе с тем предложил мне несколько написанных им романсов. По этому, кажется, поводу пришла Платону мысль о двенадцати романсах, изданных потом П. И. Гурскалиным под именем «Прощания с Петербургом». У меня было несколько запасных мелодий, и работа шла весьма успешно.

Из этого следует, что изначально «Прощание с Петербургом» не задумывалось как цикл и представляет собой, скорее, собрание романсов. Тем не менее, несмотря на разноплановость и самоценность каждого из номеров, их объединяет общая сквозная тема, придающая циклу внутреннее единство. Известно, что Глинка много путешествовал, и в 1840 году он планировал очередной отъезд за границу (отсюда название цикла). Задуманное путешествие не состоялось (вместо него Глинка уехал в родное Новоспасское), однако мотивы дороги, расставаний и странствий в той или иной форме присутствуют во всех романсах.
Автографы романсов не сохранились; цикл впервые был опубликован, в виде отдельных номеров, фирмой «Одеон», а затем переиздан Ф. Т. Стелловским.

## Тематика и композиция
«Прощание с Петербургом» — первая в истории русской вокальной лирики группа романсов, объединённых общей темой и изданных под общим названием. Каждый из 12 романсов по-своему отражает тему странствий и скитаний, рисуя перед слушателем картины русской природы и дальних стран — Испании, Италии, Палестины. Музыковед, доктор искусствоведения Ольга Евгеньевна Левашёва условно делит романсы цикла на две основные группы: жанровые картины, отмеченные ярким национальным колоритом, и лирические романсы-монологи. Каждый из них индивидуален по замыслу и имеет свой тип структуры: строфическую, трёхчастную, вариационную и др. Все романсы посвящены близким и знакомым Глинки, в том числе и автору слов — поэту Нестору Кукольнику, с которым Глинка долгое время поддерживал тесные дружеские отношения и который неоднократно создавал тексты на уже готовую музыку композитора.
В «Записках» Глинка пишет о своём душевном состоянии накануне предполагавшегося отъезда: «Я был не то что болен, не то чтобы здоров: на сердце была тяжелая осадка от огорчений, и мрачные неопределенные мысли невольно теснились в уме». Однако М. А. Овчинников подчёркивает, что неверно было бы видеть в «Прощании с Петербургом» «собрание меланхолических романсов» — музыка цикла отражает самую широкую гамму чувств и настроений человека, от радостей до душевных мук.

## Романсы
1. Кто она и где она
Романс написан на слова из поэмы Кукольника «Давид Риццио». Посвящён Н. Кукольнику. Имеет форму песни с четырьмя куплетами и насыщен излюбленными Глинкой секстовыми интервалами.
2. Еврейская песня
Романс написан на слова из трагедии Кукольника «Князь Холмский». Посвящён П. П. Каменскому. В «Записках» Глинка относит создание этой мелодии к 1833 году, когда он проживал в Берлине:

Через несколько времени по приезде я встретился с учителем пения Тешнером, которого знал ещё в Милане. Он познакомил меня с своей ученицей Марией. Ей было лет 17 или 18. <…> Я начал учить её пению, написал ей этюды (из одной из них впоследствии аранжировал «Еврейскую песню» для драмы Кукольника «Князь Холмский»).

По мнению Цезаря Кюи, «Еврейская песня отличается выразительностью мелодических фраз, силою и типичностью оригинальной гармонизации и вместе с тем замечательной простотою». Восточный колорит, обозначенный весьма условно, отражается в первую очередь в ладовом характере и мелодическом рисунке.
3. Болеро («О дева чудная моя»)
Посвящено другу Глинки офицеру А. А. Скалону.
Интерес Глинки к Испании и испанской музыке общеизвестен: на испанские мотивы им созданы такие шедевры, как «Арагонская хота» и «Воспоминание о летней ночи в Мадриде». В испанских романсах Глинки национальный колорит проявляется, как отмечает Ц. Кюи, в «особенностях ритмических и гармонических, в крошечных завитушках, в частом окончании фраз на слабых частях такта, в синкопах». «Болеро» пользовалось таким успехом, что вскоре после его появления было сделано оркестровое переложение, исполнявшееся, в частности, в Павловском вокзале.
4. Каватина («Давно ли роскошно ты розой цвела»)
Посвящена известному лирическому тенору А. П. Лодию. О. Е. Левашёва характеризует эту каватину, наряду с романсом «Кто она и где она», как специфически теноровое произведение. Две части — минорная и мажорная — не образуют контраста, поскольку обе выдержаны в элегическом ключе.
5. Колыбельная («Спи, мой ангел, почивай»)
Посвящена П. И. Гурскалину. Построена по принципу вариационно-куплетного развития, довольно редко встречающегося в романсах Глинки. Основной выразительный эффект достигается в ней за счёт смены минорного лада мажорным во второй строфе, о котором Ц. Кюи писал, что он «баюкает и ласкает ухо». По словам М. А. Овчинникова, глинковский романс — «вовсе не та песня, под которую мать усыпляет своё дитя»; форма колыбельной — лишь приём, позволяющий выразить размышления о жизни и тревогу о человеческой судьбе.
6. Попутная песня
Посвящена родственнику Кукольников Н. Ф. Немировичу-Данченко. Одно из самых известных и исполняемых произведений цикла. Поводом к созданию «Попутной песни» послужило открытие в 1837 году первой в России железной дороги (это единственный случай, когда в своём песенно-романсном творчестве Глинка откликнулся на событие современной жизни). Фортепьянная партия романса с её чётким и стремительным ритмом как бы передаёт быстрое движение поезда, стук колёс и мелькание сменяющих друг друга картин за окном. «Скороговорку» в вокальной партии запева выразительно оттеняет лирическая кантилена средней части; жанровая картина слегка омрачается мечтательной грустью.
7. Фантазия («Стой, мой верный, бурный конь»)
Эта фантазия написана в свободной манере сквозного балладного развития. Она не подчинена законам куплетной формы, по которым написаны остальные романсы Глинки, что делает её уникальной не только в музыкальном наследии самого композитора, но и во всей русской музыке, по крайней мере, до середины XIX века. Примечательно, что вокальная партия — что также является исключительным в творчестве Глинки — передана трём разным лицам: первая часть ведётся от лица рыцаря, вторая — его возлюбленной, третья — от лица очевидца произошедшей трагедии.
8. Баркарола («Уснули голубые»)
Посвящена лечащему врачу композитора Л. А. Гейденрейху. Гибкая, плавная мелодия образно передаёт здесь движение волн. Музыка имеет тёплый и страстный южный колорит; экспрессия вокальной партии усилена распевами и вокализами, естественно вплетающимися в развитие мелодии.
9. «Virtus antiqua» («Старинная доблесть»)
Рыцарский романс на стихи из романа «Эвелина де Вальероль». Посвящён Ф. П. Толстому. Отличается воинственным, героическим характером; музыка дышит отвагой и готовностью к борьбе. Ритм марша и размеренные аккорды в аккомпанементе символизируют поступь героя-рыцаря.
10. Жаворонок
Посвящён А. Н. Струговщикову. Один из самых известных романсов Глинки. Это «задушевная и задумчивая песня с легко льющейся и плавной мелодией, естественной и простой, окрашенной светлой печалью». Она неразрывно связана с традицией русской песенности; в ней отражён образ русской природы, её неброских пейзажей и бескрайних полей. Перед вступлением певца в фортепьянном сопровождении и в последующих проигрышах слышатся трели жаворонка, однако сама мелодия лишена звукоизобразительных черт.
Борис Асафьев так писал об этом романсе:

Довольно часто у Глинки можно наблюдать выражение длящегося томительного душевного состояния, «охваченности аффектом», сосредоточенности внимания на каком-либо явлении выдержанным внутри тоном, вокруг которого сплетаются остальные голоса, повторами интонаций <…> или «опеванием» характерного для данной мелодии тона посредством около него расположенных или им притягиваемых звуков. В «Жаворонке» таким тоном является си — доминанта ми минора, выразительное вибрирование которого прекрасно соответствует впечатлению от звенящего над полем, высоко в небе, длительно-длительно, «неисходною струей», будто и без цезур, голоса этой птицы. Очень тонко, без всякого звукоподражания, Глинка «вибрирует» фортепианный наигрыш, предшествующий элегической мелодии жаворонка, и в целом рождается музыкально-поэтический образ — песнь надежды.

11. К Молли
Романс на стихи из романа Кукольника «Бюргер». Посвящён Г. Я. Ломакину. Основой музыки этого романса стала не законченная Глинкой в 1839 году фортепианная пьеса. Об этом композитор пишет в «Записках»:

Для сестры Елисаветы Ивановны <…> написал я ноктюрн La séparation (f-moll) для фортепьяно. Принялся также за другой ноктюрн Le regret, но его не кончил, а тему употребил в 1840 году для романса «Не требуй песен от певца».

В отличие от большинства номеров цикла, в этом романсе присутствует эмоциональный контраст: после плавного фортепианного вступления и распевной первой строфы во втором куплете появляется взволнованность и драматизм.
12. Прощальная песня
Нотное издание сопровождает следующий эпиграф: «Слова посвящены Михаилу Ивановичу Глинке. Музыку друзьям посвящает М. Глинка». В «Прощальной песне» Глинка продолжает традицию маршевых застольных песен эпохи Отечественной войны и декабризма. Сольному запеву, в котором певец сетует на необходимость расставания, противопоставляется припев, исполняемый квартетом голосов и воспевающий радость дружбы, — и в финале побеждают «мажорные, ликующие интонации».
В «Записках» композитор вспоминает о собственном исполнении этого романса в 1840 году:

10 августа Кукольники устроили для меня прощальный вечер, на который, кроме искренних приятелей и домашних, пригласили и некоторых артистов и литераторов. Я пел с необыкновенным одушевлением прощальную песню, хор пела братия наша, и кроме фортепьяно, был квартет с контрабасом… 11 августа я выехал из Петербурга.

## Исполнители
Романсы из цикла «Прощание с Петербургом» исполняли Иван Козловский, Сергей Лемешев, Георгий Нэлепп, Марк Рейзен, Зара Долуханова, Нина Дорлиак и др. Сам Глинка, по воспоминаниям Анны Керн, был прекрасным исполнителем собственных романсов:

Когда он, бывало, пел эти романсы, то брал так сильно за душу, что делал с нами, что хотел: мы и плакали и смеялись по воле его. У него был очень небольшой голос, но он умел ему придавать чрезвычайную выразительность и сопровождал таким аккомпанементом, что мы его заслушивались. В его романсах слышалось и близкое искусное подражание звукам природы, и говор нежной страсти, и меланхолия, и грусть, и милое, неуловимое, необъяснимое, но понятное сердцу.